# 草木站
草木站（日语：／ Kusaki eki */?）是位於群馬縣勢多郡東村，日本國有鐵道（國鐵）的足尾線車站（廢站）。
此站在1959年（昭和34年）啟用。隨後在1973年（昭和48年）建設草木水壩，足尾線改變走線，包括此站在內的舊線廢止。遺址在水壩落成後位於草木湖湖底。現時車站遺址是在現時的草木橋附近。

## 歷史
- 1959年（昭和34年）9月8日：國鐵足尾線車站啟用。
- 1970年（昭和45年）8月：水資源開發公團（現時：水資源機構）對於此站廢止簽訂了補償合同[1]。
- 1971年（昭和46年）12月：神土至此站之間改經臨時路軌[1]。
- 1973年（昭和48年）6月27日：隨著建設草木水壩，神土至澤入之間的走線改經草木隧道新線，此站同時廢止。

## 車站周邊
在草木水壩建設前，此站位於渡良瀨川左岸。
- 草木湖（日语：草木ダム#草木湖）
- 草木橋
- 群馬縣道343號澤入桐生線（日语：群馬県道343号沢入桐生線）
- 國道122號

## 新車站大樓設置計劃
隨著新建富弘美術館，也把周邊進行工程。當時計劃在草木隧道中新設車站（沒有月台，只有上落車處的簡易乘降場）。但是，由於該車站需要設置升降機，使建設費用高昂而終止結劃。另外，預計建設車站的地方已經設置了緊急出口，因此若決定建設車站，只需要進行改造便可使用。現時由於沒有建設新車站，因此乘客需要在神戶站轉乘旅客巴士前往富弘美術館，使該站於週末變得十分繁忙。

## 相鄰車站
日本國有鐵道
足尾線（廢止）
神戶－草木－澤入
※車站名稱取自營業當時的名稱。神土站在1989年（平成元年）改名為神戶站。

## 注腳
1. 1 2  ダムの書誌あれこれ（77）～利根川水系渡良瀬川・草木ダム～ （页面存档备份，存于）（日語） - 日本水壩協會